# Provincia de Limón
Limón es una provincia de Costa Rica, en el extremo oriental del país. Limita al norte con la República de Nicaragua, al noreste con el Mar Caribe, al oeste con Heredia, Cartago y San José, al suroeste con Puntarenas y al sureste con Panamá. Limón ocupa toda la costa atlántica de Costa Rica y es la única provincia con costas al mar caribe del país. 
Limón está marcado por una gran diversidad cultural: con una población predominantemente de etnia afrodescendiente y con importantes rasgos de la cultura indígena costarricense, la afrocaribeña, blancos y chinos, cada grupo le aporta a la zona su estilo propio. Es una de las zonas donde convergen más culturas en el país.
Está ubicada a unos 163 km de San José. Al sur de la provincia, en la Cordillera de Talamanca se hallan las cumbres más altas del país, entre las que destaca el cerro Chirripó, punto culminante de la geografía costarricense a 3820 m de altitud sobre el nivel del mar. El sistema hidrográfico formando por el río Reventazón y el río Parismina es el más importante de la ribera caribeña. Tiene un clima tórrido con una temperatura anual promedio de 25,5 °C, y casi estable sin cambios entre 21° y 30 °C. Las marcas históricas de temperatura en Limón son de 11 °C y de 35 °C. El promedio anual de precipitaciones es de 4.100 mm, con zonas como en el parque nacional Braulio Carrillo donde puede llegar hasta 6000 mm, el más alto de Costa Rica.
La provincia de Limón cuenta con los principales puertos costarricenses de comercio exterior en el mar Caribe, ubicados en Puerto Limón y Moín. Posee extensas plantaciones de banano, principal producto agrícola de exportación del país, además se cultiva cacao y palma africana, y se desarrolla la cría de ganado vacuno. En Limón se encuentra la principal refinería de petróleo del país. Es también uno de los principales destinos turísticos de la nación, pues allí se ubican cuatro parques nacionales.

## Etimología
El nombre de la provincia se debe a que había una pequeña plantación de árboles de limón, frente a la casa de un tratante de carey, hule y zarza que se había establecido cerca de Moín alrededor del año de 1840. Otra historia sugiere que el nombre proviene debido a que un vendedor de limones ocupaba un puesto cerca de la actual gobernación.[cita requerida]

## Historia

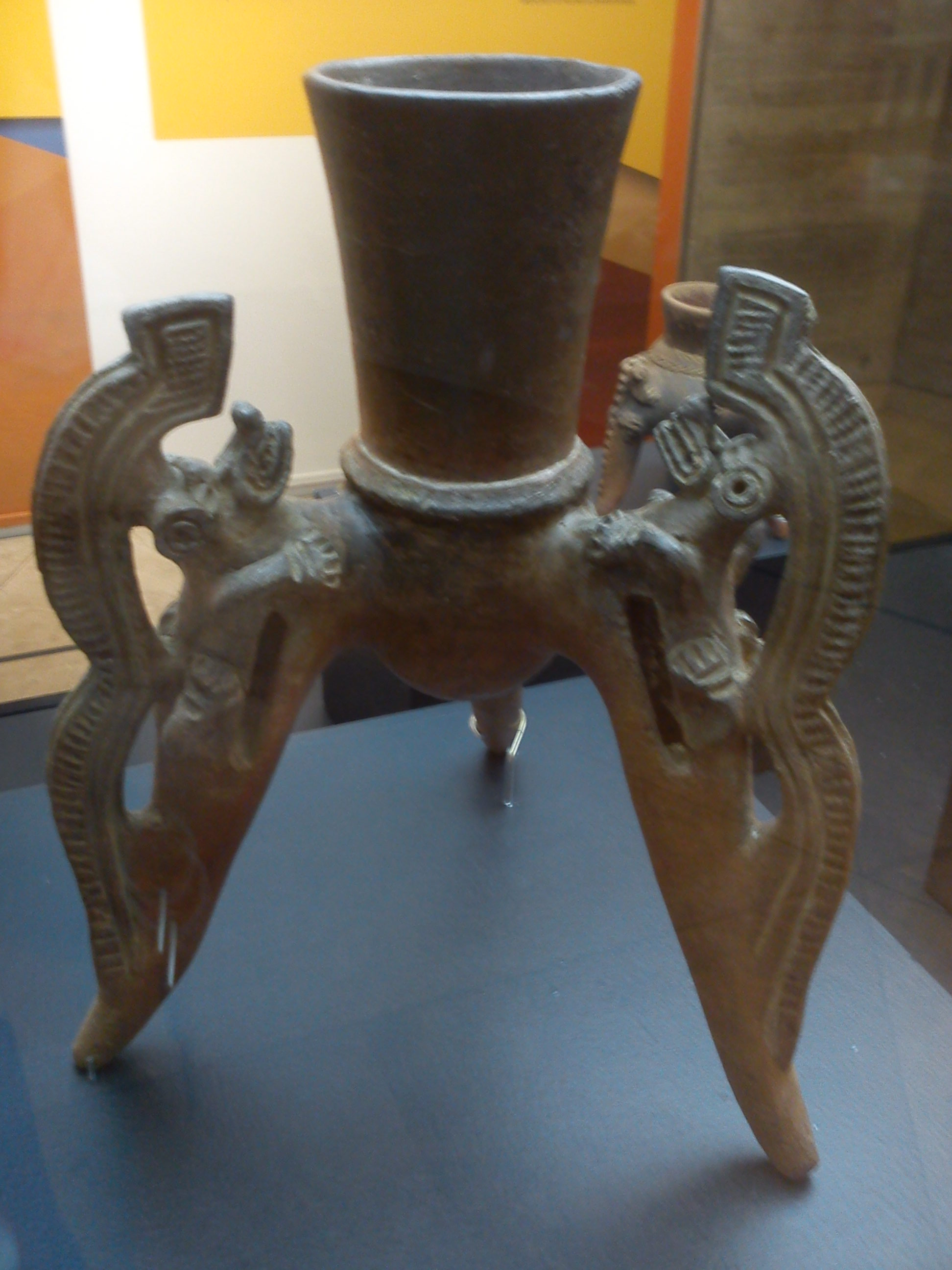
Jarrón trípode tipo África proveniente del Caribe Central de Costa Rica, fase La Selva, 300 a 800 d. C. Se destaca el rico ornamento en forma de saurio con cresta estilizada. El lagarto fue símbolo de la muerte para los antiguos pobladores precolombinos del Caribe costarricense.

### Época precolombina
Previo a la llegada de los europeos, los habitantes fueron huetares, suerres, pococes, tariacas, viceitas y terbis. Estos aborígenes, de cultura del Área Intermedia, desarrollaron sociedades complejas y jerarquizadas, dirigidas por una clase militar y religiosa, y produjeron gran cantidad y variedad de objetos de calidad, como piezas de jade y oro, escultura en piedra y cerámica, destacándose los metates trípodes de panel colgante y los jarrones trípodes Ticabán y África. En el cantón de Guácimo existe una reserva arqueológica ubicada dentro de la Universidad EARTH, el sitio arqueológico Las Mercedes, el cual cuenta con arquitectura monumental y en el que se han hallado gran cantidad de objetos precolombinos. Se cree que este sitio fue capital de un importante cacicazgo huetar entre 1500 a. C. y 1500 d. C.
Cristóbal Colón llegó a esta provincia, específicamente a la Isla Uvita, el 18 de septiembre de 1502. Juan Vázquez de Coronado visitó la zona en 1564. Con el avance de la conquista española en Costa Rica, la región de Talamanca se convirtió en zona de refugio para los indígenas, principalmente bribris y cabécares, cuyas tradiciones persisten hasta la actualidad.
Durante los siglos XVI a XVIII solo existieron dos puertos, Suerre y Matina, fue luego de la independencia que se construyó el puerto de Moín para la exportación de café a Europa, alrededor de 1852, cuando por primera vez se cita el puerto de Limón en un documento oficial. El mismo fue declarado en 1865 como puerto principal del país en la costa caribeña.
Limón fue una zona poco poblada dado los ataques de zambos mosquitos y piratas en el transcurso colonial. En la época de la colonia, se dio un importante ciclo económico que tuvo como base el cultivo del cacao en Matina, donde los españoles construyeron el fuerte San Francisco. Durante la época colonial, la zona estuvo habitada esencialmente por núcleos de indígenas y por esclavos africanos que se ocupaban de las plantaciones cacaoteras propiedad de los hacendados asentados en Cartago.

### La comarca de Limón
Luego de la independencia, la región comenzó a cobrar importancia en la búsqueda de una ruta que permitiera establecer un puerto permanente en el Caribe que permitiera la exportación del café hacia Inglaterra. Desde 1835, el valle de Matina fue incluido como parte del Departamento Oriental de Costa Rica. En 1836, el obispo de Costa Rica Bernardo Augusto Thiel registró 1381 habitantes que vivían en la "Comarca de Limón, Matina y Chirripó". En 1839, Braulio Carrillo inició la construcción de un camino desde Paraíso de Cartago hasta Moín. El llamado "Camino de Carrillo" adquirió importancia, hasta que en 1841 su uso fue suspendido con el ascenso al poder de Francisco Morazán, y para 1845 el camino fue abandonado.

### El ferrocarril al Atlántico, la inmigración afroantillana y el cultivo del banano

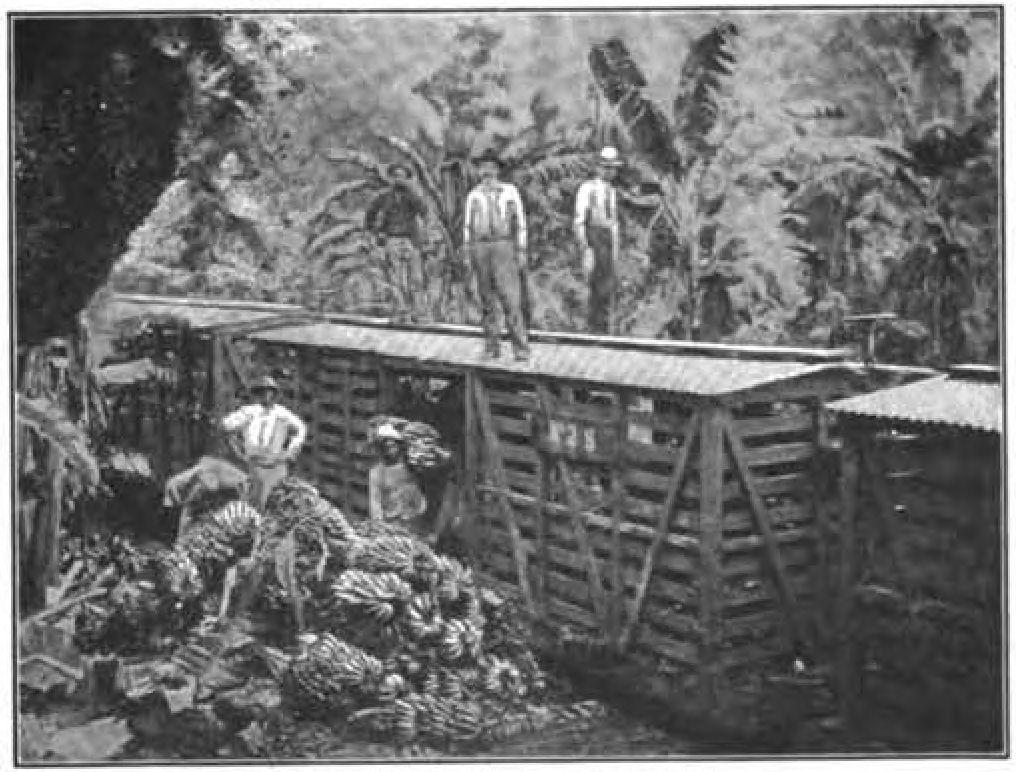
La construcción del Ferrocarril al Atlántico, la llegada de los inmigrantes afroantillanos y la explotación del banano están íntimamente ligados a la historia de la provincia de Limón.

A finales del siglo XIX, Costa Rica, gobernada por una élite liberal encabezada por el general Tomás Guardia Gutiérrez, inició esfuerzos para construir un ferrocarril que permitiera unir el Valle Central con la región del Atlántico, de modo que se pudiera exportar el café a Europa por la vía transatlántica. La construcción de este ferrocarril fue encargada al estadounidense Minor Cooper Keith e inició el 15 de noviembre de 1871. La magnitud de la obra de infraestructura, la más grande en la historia del país hasta ese momento, además del duro clima y la impenetrable selva tropical, obligó a la contratación de trabajadores de otros países, iniciándose primeramente con inmigrantes provenientes de Panamá (en ese entonces, parte de Colombia), Honduras, Nicaragua y la Honduras Británica.
El 20 de diciembre de 1872, con 120 hombres y 3 mujeres a bordo, atracó en Limón la goleta Lizzie, proveniente de Kingston, con los primeros inmigrantes afroantillanos originarios de Jamaica. En el transcurso de los siguientes tres años llegaron más inmigrantes de otros puntos del Caribe: Curazao, San Vicente y las Granadinas, San Cristóbal y Nieves, Santa Lucía, Trinidad y Tobago y Nueva Orleáns, aunque siempre la mayoría fueron jamaiquinos, que se asentaron principalmente en Puerto Limón, Moín y Cahuita. No todos los inmigrantes se quedaron en Costa Rica, sino que algunos emigraron a otras latitudes, como Panamá, o volvieron a Jamaica, pero para finales de 1873, casi toda la población de Puerto Limón estaba constituida por personas negras. También llegaron trabajadores chinos (1873, 653 en total) e italianos (1887), contratados para trabajar en el ferrocarril, que luego emigraron al Valle Central y otras regiones.
La construcción del ferrocarril significó varias crisis económicas para el país, que se tradujeron en que los inmigrantes tuvieran que enfrentar largos periodos de trabajo sin paga, lo que sumado a la dureza del trabajo, con condiciones muy similares a las de la esclavitud, y las pobres medidas higiénicas, motivó que existieran revueltas entre los trabajadores chinos (1873), antillanos (1887) e italianos (1892). Las barreras idiomáticas, culturales, étnicas y políticas también pusieron trabas para que esta población, sobre todo negros y chinos, lograse integrarse al resto del país, ya que eran vistos como extranjeros con costumbres ajenas al modelo liberal promovido por los gobernantes de la época. Para evitar la fuga de trabajadores producto de la crisis económica, se decretó conferir títulos de propiedad a aquellos que colonizaran el terreno aledaño a la vía férrea, característica que en la actualidad es uno de los rasgos más sobresalientes del paisaje del ferrocarril hacia Limón, y que además dio origen a pueblos y ciudades como Guápiles, Siquirres y Guácimo.
Con la concesión para la construcción del ferrocarril, Minor Keith también obtuvo el derecho de la explotación de poco más de 300.000 hectáreas de terreno para cultivar banano. Los primeros cultivos se sembraron en 1872, pero es hasta 1899, con la fundación de la United Fruit Company, que se da la verdadera explotación de este producto, estableciendo un monopolio tanto en suelo costarricense como en otras regiones del resto de Centroamérica. La compañía alcanzó su máximo poder en la década de 1920, cuando incluso intervenía en la política interna del país, y su presencia fue en gran medida, detonante para el surgimiento de los distintos movimientos sociales que cambiaron el panorama sociopolítico nacional en las siguientes décadas, culminando con una de las huelgas más importantes de la historia del país en 1934. Entre 1928 y 1935, una plaga de sigatoka negra hizo que la compañía abandonase paulatinamente sus cultivos en el Caribe y se trasladara al sureste del país, hasta que finalmente abandonó Costa Rica en 1984, pero la producción bananera en el Atlántico subsistió y en la actualidad, el país es el séptimo productor mundial de banano, considerado varias veces el de mejor calidad del mundo, y casi todo producido en Limón.

### A partir de 1949 e historia posterior
El desarrollo de la industria bananera en el Caribe costarricense produjo un desequilibrio regional y un aislamiento de la provincia de Limón el resto del país, con una disminución de la influencia gubernamental y un predominio del poder de la empresa multinacional United Fruit Company sobre los destinos de la provincia. La industria bananera marcó la historia social, política y económica del Caribe costarricense y, por ende, la imagen de la zona y de la ciudad de Limón. Luego del retiro de la compañía, Limón vivió una etapa de retroceso y crisis económica. Se dio un proceso destinado a buscar una mayor presencia del Estado, a la vez que hubo una mayor inmigración hacia la provincia desde el interior del país para fundar colonias agrícolas, lo que generó una mezcla cultural.
Luego del triunfo revolucionario en la Guerra Civil de Costa Rica de 1948, se inició un proceso de mayor integración de la provincia al resto del país. Los limonenses de ascendencia afrocaribeña fueron reconocidos como ciudadanos, se les dio cédula y se les permitió viajar al resto del país. Entre 1950 y 1987, la provincia fue sometida a una serie de políticas destinadas a una mayor integración económica y política.  En 1953, Alex Curling Delisser se convirtió en el primer ciudadano de raza negra en alcanzar una diputación en Costa Rica. En 1967, se dio la apertura del puerto de Limón como principal puerto internacional de Costa Rica. En 1956, la Standard Fruit Company reinicia la actividad bananera en el Caribe con plantaciones de la fruta en el Valle de La Estrella. En 1963, se crea la Junta de Administración Portuaria y de Desarrollo Económico de la Vertiente Atlántica de Costa Rica (JAPDEVA), como ente autónomo del Estado encargado de construir y administrar la canalización de los canales de Tortuguero hasta Colorado, administrar las tierras y bienes otorgados por ley, y vigilar los contratos del Estado sobre servicios portuarios y ferroviarios. Entre 1966 y 1972, los muelles y el ferrocarril, en manos privadas, son trasladados a manos de JAPDEVA. Se construyeron nuevos muelles en 1970 (Muelle 70), 1976 (por parte de RECOPE para la importación de petróleo y sus derivados), 1979 (se crea el puerto de Moín como puerto multipropósito) y 1981 (para manejo de contenedores, conocido como "muelle alemán").
A partir de 1970, se inicia el auge del turismo con el desarrollo de algunos destinos turísticos y la creación de los primeros parques nacionales de la provincia, como Cahuita (1970) y Tortuguero (1975). En 1971, se inaugura la primera carretera que conecta directamente Limón con San José, que se consolida en 1981 con la finalización de la ruta 32. En 1980, la ciudad de Limón se convirtió en destino turístico local gracias al ferrocarril, propiciando la visita de turistas nacionales provenientes del Valle Central, atraídos por las diferencias multiétnicas y culturales afrocaribeñas. Posteriormente, el auge turístico se extendió al Caribe sur, con nuevos destinos como Puerto Viejo de Talamanca. En 2002, entra en operación el muelle de cruceros, debido al incremento de la actividad turística.

## División administrativa

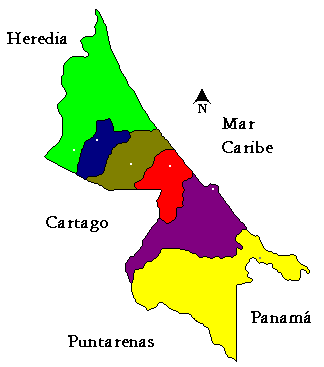
Mapa de los cantones.

La provincia de Limón está dividida en 6 cantones y 30 distritos.
Los cantones y sus cabeceras; ciudades donde se encuentra la municipalidad, son:
1. Limón, Limón
2. Pococí, Guápiles
3. Siquirres, Siquirres
4. Talamanca, Bribri
5. Matina, Matina
6. Guácimo, Guácimo

## Ubicación geográfica
La provincia de Limón se ubica en el litoral caribeño de Costa Rica y tiene una extensión territorial de 9.188 kilómetros cuadrados. Limita al norte y este con el Mar Caribe, al noroeste con Nicaragua, al oeste con las provincias de Heredia y Cartago, al suroeste con la provincia de San José, al sur con la provincia de Puntarenas y al sureste con Panamá.

## Demografía
Limón es reconocido a nivel nacional por concentrar una población afrocaribeña, indígena y china significativa. El primer foco de población se originó con el desplazamiento de comunidades indígenas hacia zonas montañosas altas e inaccesibles, en un éxodo que se prolongó hasta la época de la independencia.
El poblamiento urbano de la región comenzó con la llegada de inmigrantes jamaiquinos, contratados para trabajar en las zonas bananeras y en la construcción del ferrocarril. Inicialmente se asumía que su permanencia en el país sería temporal, y no fue sino hasta 1949 que se les permitió el libre tránsito por el territorio nacional y el acceso a la cédula de identidad. Como resultado, su cultura, idioma y otros aspectos socioculturales presentan diferencias con respecto al resto del país.
Limón es una provincia donde convergen diversas influencias culturales, entre ellas jamaiquina, italiana, africana, colombiana, española, estadounidense, británica, francesa, caribeña e indígena.
De acuerdo al censo nacional realizado en 2011, la provincia cuenta con una población de 386 862 habitantes. De estas, el 56,5 % residía en zonas urbanas. En ese mismo censo se determinó que en la provincia había 109 316 viviendas ocupadas, de las cuales, el 49,10% estaban en buen estado y en 7,60% de las viviendas había condiciones de hacinamiento.
Otros datos demográficos:
- Alfabetismo: 96,3%
- Escolaridad promedio: 7,0 años.
- Población nacida en el extranjero: 8,7%

## Economía
Las principales actividades económicas de la provincia pertenecen al sector agronómico, con plantaciones de banano, piña, pejibaye, cacao, bambú, frijol, frutas, coco. También la ganadería de leche, carne y pesca.
Otra de las principales actividades económicas de la ciudad son las actividades portuarias, como llegada de cruceros, y muelles de carga y descarga de importaciones y exportaciones. 
El principal muelle hasta la fecha es la Terminal de Contenedores de APM Terminals Moín, luego de este le sigue el Muelle de Moín y el Muelle Hernán Garrón.

## Geología
Terreno en su mayoría plano, con elevaciones prominentes en el sector suroeste, donde se encuentra la cordillera de Talamanca, que alberga los puntos más altos del país, los cerros Chirripó, Urán, Durika, Aká y Kamuk.

### Ríos
Blanco, Colorado, Chirripó, río Suerre, Tortuguero, río Parismina, río Pacuare, río Banano, río Matina, río La Estrella, río Telire, río Coen, Suruy, Lari, Urén, Siní, Sixaola, Río Reventazón, Río Moín, Río Bananito, Río Siquirres, Río Madre de Dios.

## Turismo
Limón pone a su disposición 336 km de arenas blancas, playas, palmeras y exuberantes parques nacionales que protegen bosques húmedos tropicales y arrecifes de coral, así como centenares de especies de flora y de fauna en vías de extinción. En esta provincia se localiza toda la costa caribeña del país.
El parque nacional Tortuguero, ubicado en esta zona, contiene la muestra más grande de bosque húmedo tropical protegido y en los que se pueden recorrer sus canales y ríos, observar la flora y la fauna, apreciar el desove de las tortugas marinas y tener la oportunidad de observar a más de 300 especies de aves dentro de las que se encuentra la lapa verde, el pavón y los tucanes. En esta zona se llevan a cabo importantes investigaciones científicas y se ha convertido en un punto especial para el turismo científico y ecológico.
También el lugar es famoso por la amplia diversidad de ecosistemas marinos, como Cahuita, Puerto Viejo, Manzanillo, Isla Uvita, Punta Uva, Cocles y Gandoca-Manzanillo.
Entre las áreas de conservación que pertenecen a esta provincia están el Refugio nacional de vida silvestre mixto Jairo Mora Sandoval Gandoca-Manzanillo, la Reserva Biológica Hitoy Cereré, los parques nacionales Tortuguero y Cahuita (sector Paya Blanca y sector Puerto Vargas) y el parque internacional La Amistad.
Los carnavales de la ciudad de Limón destacan como la más famosa fiesta popular de la provincia, los cuales se celebran en el mes de octubre cuando la época lluviosa baja de tono en el régimen climático caribeño.

## Cultura afrolimonense

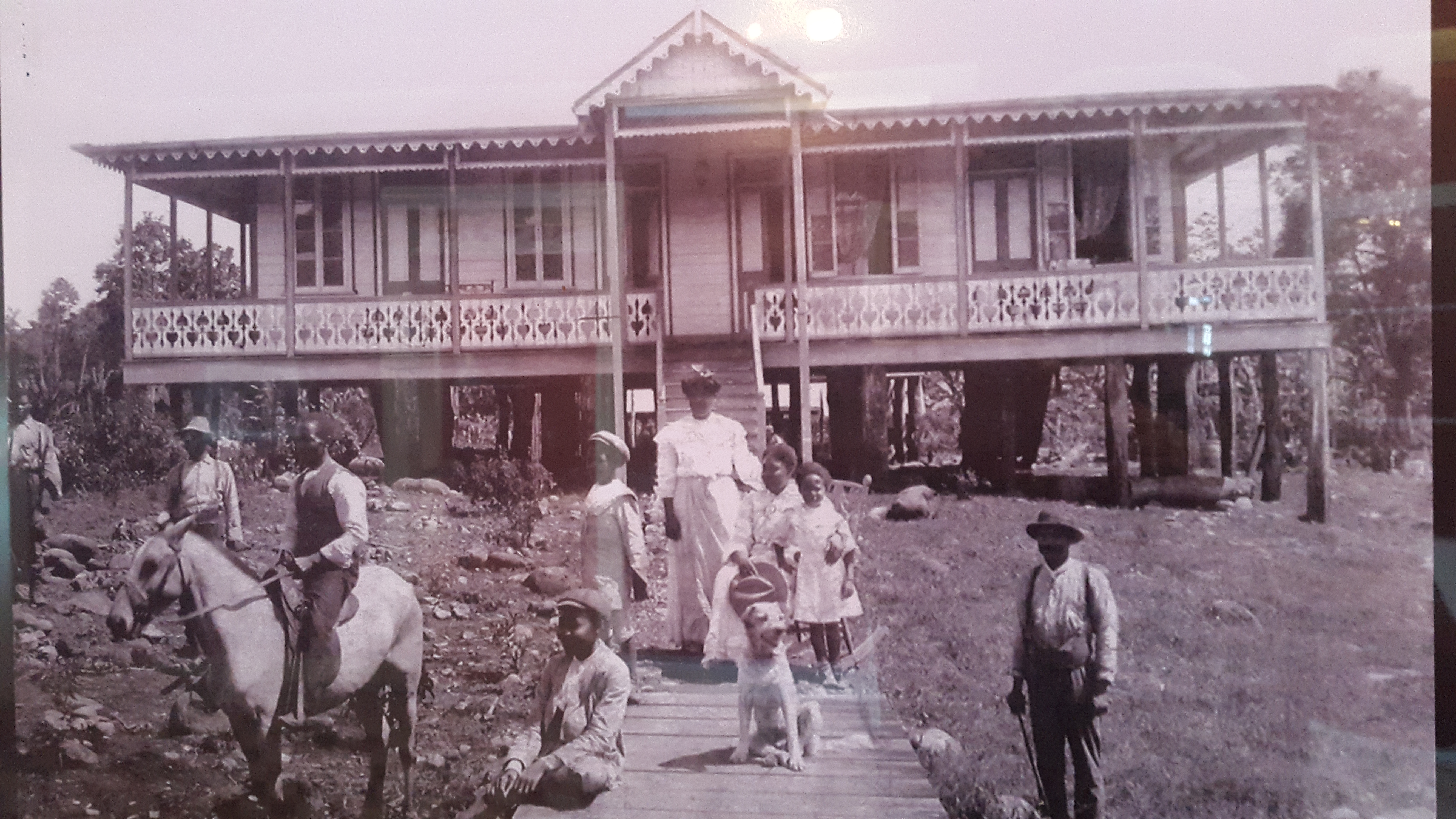
Con la construcción del ferrocarril al Atlántico a finales del, la diversidad cultural de Costa Rica se enriqueció con la llegada de trabajadores afroantillanos, provenientes principalmente de Jamaica. Con ellos arribó no solamente la cultura afrocaribeña sino también un mundo que tenía a Inglaterra como referente idiomático y educativo.

El desarrollo histórico y particular de la provincia de Limón, sumado a una composición étnica radicalmente más diversa, ha hecho que esta región presente rasgos culturales muy distintos a la del interior del país. La influencia de las costumbres heredadas del África Occidental y las Antillas ha marcado definitivamente la cultura afrocostarricense, tanto en la arquitectura, la gastronomía y la música, como en sus tradiciones. No obstante, la cultura afrocostarricense no es una mera imitación de la tradición africana, sino que tiene sus propias particularidades agregadas por los afrocostarricenses dentro de su propia dimensión territorial, social y cultural.
A finales del siglo XIX, en 1872, con la construcción del ferrocarril al Atlántico, llegaron trabajadores jamaiquinos a Costa Rica, cuya cultura era afroantillana con influencias británicas. La mayoría de estos inmigrantes permanecieron posteriormente en la provincia de Limón trabajando en las plantaciones bananeras. Durante las primeras décadas tras su arribo, esta población estuvo un tanto separada del resto de la nación, debido a varios factores como geografía adversa, deficientes vías de comunicación, prejuicios derivados de las diferencias de origen, de raza, religión y lenguaje. Luego de la Guerra Civil de Costa Rica en 1948, se dio una apertura que permitió una mayor integración de la provincia con el resto del país y viceversa. A finales de los setenta, la población afrolimonense manifestó por diferentes medios su conciencia racial y cultural, alejándose un poco de la tradición británica y realzando la cultura criolla de la provincia, a la que llamaron "el ser limonense". A partir de 1980 la migración hacia San José y otras partes del país, los medios de comunicación masiva y la educación, han hecho que esta etnia participe más integralmente en la vida del país.
Entre los principales aspectos de la cultura afrolimonense, Limón destaca por ser bilingüe, ya que en esta provincia la mayoría de la población habla tanto español como el inglés, además del mekatelyu.

### Patrimonio arquitectónico

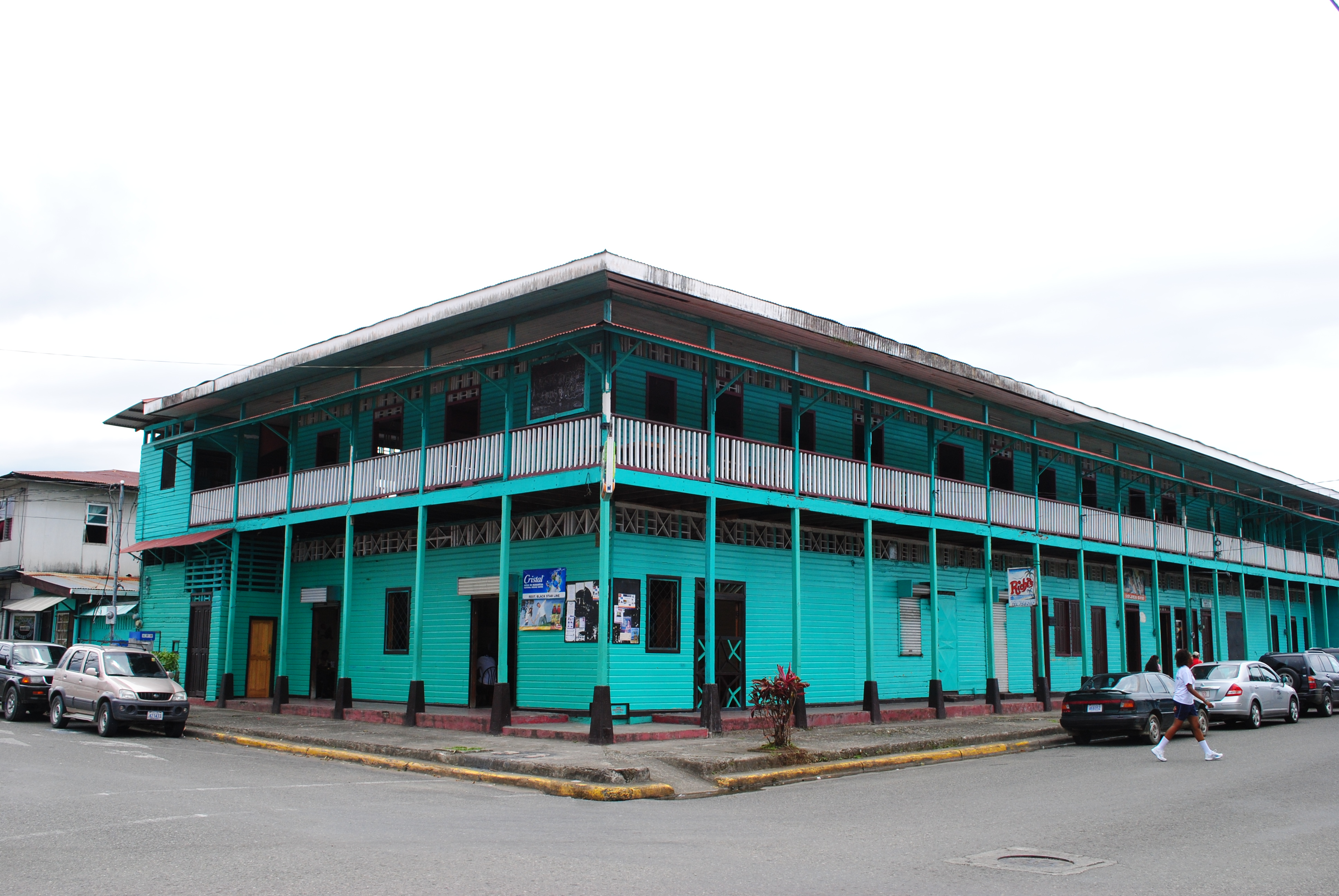
El edificio Black Star Line, construido por Marcus Garvey, cuyo pensamiento tuvo un peso importante en la conservación de la cultura afrolimonense.

En la arquitectura se puede notar la clara influencia afrobritánica, proveniente de las Antillas y de Jamaica. Casas de estilo isabelino, construidas en madera sobre pilares, con porche, de colores llamativos y ornamentadas con cenefas de motivos alegres. Varios edificios de la provincia son patrimonio histórico arquitectónico del país: el edificio Black Star Line, la iglesia Bautista, el quiosco del parque Vargas, etc.

### Gastronomía

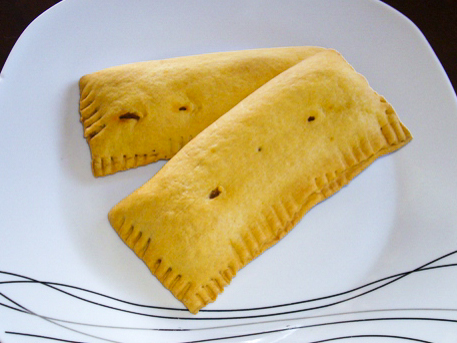
Pati, platillo típico limonense.

La cocina del Caribe costarricense es rica y peculiar. La cocina limonense es principalmente conocida por sus platos de raíces afro-caribeñas, producto de la inmigración antillana. Sin embargo, la gastronomía limonense reúne también diversos elementos de la cocina tradicional aborigen, así como costumbres alimentarias de los grupos inmigrantes que han colonizado la provincia a lo largo de su historia. El aislamiento al que fue sometida la costa atlántica costarricense durante mucho tiempo permitió que muchas de estas tradiciones permanecieran inalteradas. La gastronomía limonense se nutre de tres vertientes culinarias principales: las costumbres de los pueblos indígenas de Talamanca, las raíces afro-antillanas y la influencia de la cocina asiática, principalmente china. De esta forma, la cocina limonense se caracteriza por su gran variedad y su diversidad de sabores tropicales. Se caracteriza por ser una cocina muy especiada, aunque sin ser demasiado fuerte. Entre los principales condimentos destacan el chile panameño, el jengibre, el clavo de olor, la pimienta, la cebolla, el tomate, el puerro, el tomillo, la nuez moscada, la vainilla, la salsa de ostiones y el aceite de coco.
Los pueblos indígenas bribris y cabécares que habitan la cordillera de Talamanca, en el sureste de la provincia, todavía conservan muchas de las costumbres alimentarias de sus antepasados: el cultivo de grandes variedades de maíz, alimento con significado místico-religioso y simbólico; los plátanos, diversos tubérculos como la yuca, el ñame, el ñampí y el tiquisque, diversas preparaciones de pejibaye y el cacao; el consumo de carne de animales salvajes como el chancho de monte, el saíno, la danta, el venado, la iguana, la tortuga, el camarón e incluso el manatí; flores silvestres como la flor roja del poró (Erythrina costarricensis), hojas del helecho conocido como rabo de mico, hojas de bejuco (Cyclanthera naudimana), brotes de pacaya (Chamaedora sp.), frutos de la ortiga (Urera baccifera), papaya silvestre (Renealmia exalfata), granadilla (Passiflora vitifolia), guaba (Inga sp.), palmito, cacao silvestre y hongos blancos. Entre las bebidas, la más importante es la chicha, hecha de maíz, de plátanos hervidos, de miel y agua, de ciruelas y piñas, de ñampí, de ayote de pejibaye o de yuca; luego está el chocolate, que preparan disuelto con cacao triturado disuelto en agua, sin endulzar directamente, sino que se acompaña con un plátano maduro asado, que el da el azúcar, y que los indígenas suelen ofrecer como símbolo de hospitalidad.
Los platillos más conocidos de la gastronomía de Limón son los de origen afroantillano, destacando principalmente aquellos preparados en leche de coco, como el rice and beans, que quizás sea el platillo más representativo de la costa atlántica costarricense.  Se le considera el almuerzo limonense por excelencia,  y se acompaña con pollo, pescado, carne de cerdo o de res. El otro plato distintivo es el rondón, una sopa elaborada con pescado, plátano, cebollino, palmito y chile panameño, que se cocina en leche de coco. De la cocina afroantillana también provienen salsas con curry y otras especias que acompañan a los pescados y mariscos. Se usan especies como la pimienta o poderosos chiles picantes, como el llamado chile panameño, y que forman parte indispensable de platos como el pati. Uno de los platillos limonenses de herencia africana más reconocidos es el calalú, una variedad de plantas de hojas comestibles, que se usan en guisos y sopas. De forma similar se prepara otra hoja conocida como yokotó. También son muy utilizados en la cocina diaria tubérculos como la malanga, el ñame, el tiquisque y el ñampí, que se pueden consumir en diversas formas: hervidos, en puré, en atoles, en pan, en pudines. Un plato popular de Limón es la sopa de frijoles, cuya preparación difiere de la usual del Valle Central: incluye dumplings, tortitas de harina de maíz y trigo y otros tubérculos. Existe una gran variedad de platos a base de yuca: pan de casava, tamales, arepas, enrollados, atol, galletas, pudines, pasteles y otros. El más representativo de la provincia es el enyucado, un cilindro de masa de yuca relleno con carne picada y arreglada, que se fríe en aceite de coco, detalle este último que lo distingue del preparado en el interior del país.  Entre los postres, el dulce plantintá (plantain tart), relleno de piña o banano, y el pambón (pan negro con especias).  Con respecto a las bebidas, se pueden mencionar la cerveza de jengibre, el vino de flores, el agua de sapo (jengibre, dulce de caña y limón), infusiones a base de hojas silvestres y bebidas de frutas tropicales frescas. En lo que se refiere a las hierbas medicinales, se usan el sorosí (sourocy, hierba amarga), la yerba buena, el jengibre, el zacate de Limón y la raíz de china.
La influencia china en la comida limonense comenzó en época temprana: chow mein, chop suey, diversos platos con vegetales acompañados de cerdo, pollo y mariscos, preparados en salsas chinas como soya o de ostiones; cerdo con limón, chicharrones de pollo limonense, pollo con piña, preparados de camarones, platillos condimentados con jengibre, etc.

### Música y carnavales
El ritmo del Caribe lo marca el calipso, un género musical que está presente en la vida cotidiana de esta región, y se le considera la principal expresión de la identidad cultural limonense, la cual se considera una cultura rítmica. El calipso es originario de Trinidad y Tobago, pero el calipso limonense tiene fuerte influencia del mentó jamaiquino. Penetró en Costa Rica por el puerto de Limón en 1872, de la mano de los trabajadores jamaicanos contratados para la construcción del ferrocarril. Música para la clase obrera, de pequeñas bandas reunidas alrededor del cantante, que componía de una manera espontánea poco tiempo antes del concierto, que solía ser en playas, bares, cantinas y fiestas callejeras. Las letras de los calipsos se caracterizan por su crítica social salpicada de humor, además de que rescatan otros aspectos culturales como la comida, las tradiciones, los cuentos y la relación de los afrodescendientes con el resto del mundo. El principal representante de este género musical es Walter Gavitt Ferguson, autor de calipsos como Cabin in the Wata, Callaloo, Tacuma and Anancy y Carnaval Day. Otros importantes calipsonians han sido Roberto Kirlew (conocido como Buda), Cyril Silvan, Herberth Glinton (autor de Nowhere like Limón), y Reynaldo Kenton. Desde 2012, el calipso limonense es patrimonio cultural inmaterial de Costa Rica.
Otros ritmos propios de la zona es la soca, ritmos musicales de influencia afrocubana (guaracha, chachachá, rumba), y música del sur de Estados Unidos, particularmente de Nueva Orleáns (jazz, blues, swing), sin olvidar el reggae. Como característica se destaca la fusión de ritmos musicales. Se desarrolló dentro del marco de la sociedad afrolimonense, por la presencia de elementos éticos, ideológicos y lingüísticos, una transformación de la expresión musical a carácter étnico.

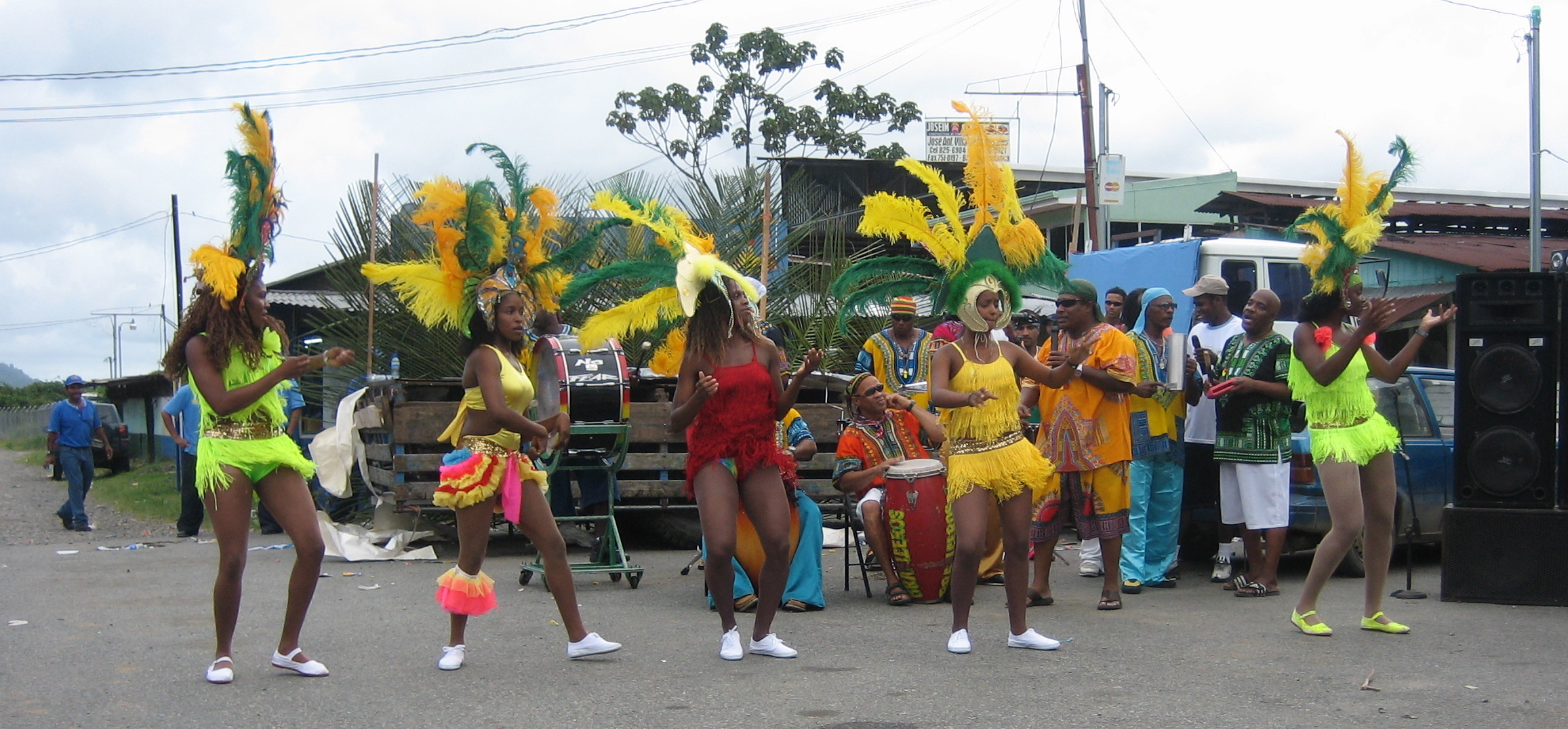
Calipso y carnaval.

Los Carnavales de Limón se realizan del 8 al 16 de octubre. Se destacan por bailes de disfraces, máscaras y comparsas, desfiles de vistosas carrozas por las calles, así como banquetes. El carnaval tiene su origen en el sincretismo de las fiestas españolas con las festividades indígenas precolombinas y las fiestas africanas. Los carnavales son importantes por la unión cultural que promueven entre los pueblos y las familias de la zona, además de promover el turismo. El 31 de agosto de cada año, se celebra el Día del Negro y la Cultura Afrocostarricense.

### Trajes típicos
El traje típico en Limón difiere del de otras regiones del país. El vestido femenino consiste en una blusa de algodón, con adornos de tela o encaje de colores, con enagua de tela estampada, para su vestir cotidiano, pero en las fiestas de gala se utilizaba el vestido de una sola pieza y de un solo color que podía ser de color morado, azul, negro, verde o cualquier otro color llamativo. Siempre llevaba turbante africano, debido a la influencia de la cultura afroantillana. El del hombre se caracteriza por una vistosa camisa de manga corta, con colores estampados, y pantalón largo blanco. Otro traje utilizado en la zona de Limón era el traje de gala, que en la mujer consistía en un vestido blanco elegante con vuelos y ribetes, mientras el hombre usaba un traje entero negro con sombrero de ala corta blanco y pañuelo blanco en el chaleco. Ambos usaban guantes blancos. Esta vestimenta se utilizaba en los bailes de cuadrilla, herencia jamaiquina que proviene de los bailes de la época victoriana. Hacia 1960, se empezó a usar el vestido de carnaval.

### Religión

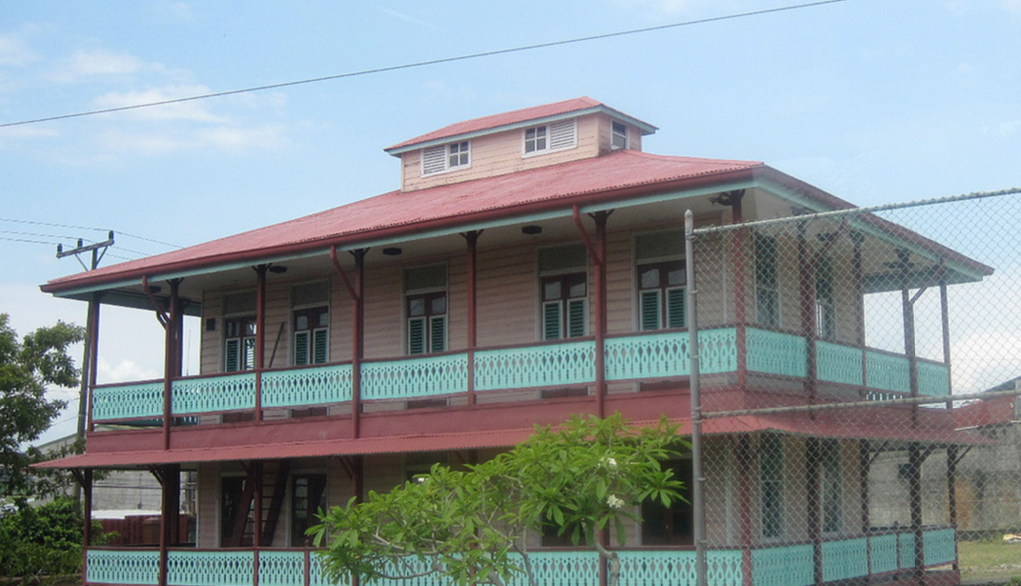
Primera iglesia bautista de Limón

En el aspecto religioso, destacan los protestantes (anglicanos, bautistas, metodistas), los cultos sincréticos, y el catolicismo. La fe bautista fue introducida en 1887 por Joshua Heath Sobey y ha sido fundamental a lo largo de la historia limonense en la lucha por preservar las costumbres y valores a través de las generaciones, ya que durante años cumplió una función además de religiosa, educativa. De las iglesias bautistas surgieron expresiones artísticas importantes como los cantos religiosos como expresión de la fe y la nostalgia, y el impulso al teatro al asumir roles para las dramatizaciones escolares y de la congregación. Entre los cultos sincréticos, se menciona la existencia de logias (hermandades), así como la pocomía (similar al vudú, ya extinta) y la creencia en el Obeah (hombre con poderes sobrenaturales que hace las veces del chamán, brujo o curandero). En la tradición oral, destacan los cuentos del astuto Hermano Araña, héroe cultural y embaucador de la mitología africana occidental y caribeña identificado con el dios Anancy.

### Limonenses y afrocostarricenses destacados

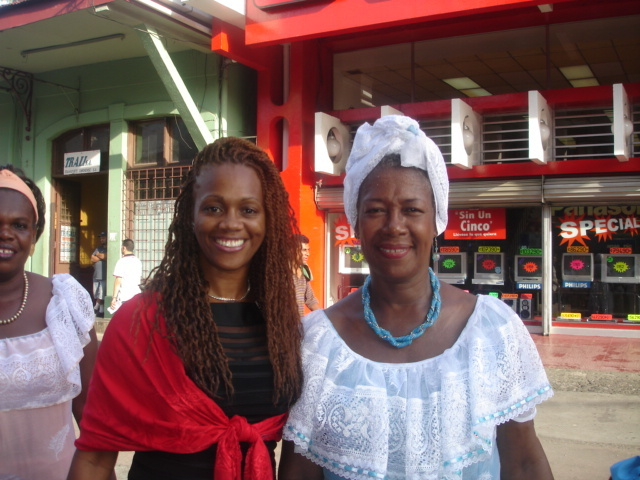
Un dicho en Costa Rica afirma que "lo mejor de Limón es su gente".

La presencia de la población afrocostarricense en el país ha enriquecido la historia de Costa Rica, dotándola de una diversidad cultural que se manifiesta en diversos elementos: idioma, alimentos, música, danzas, artes y artesanías, arquitectura, festividades, religión, etc. Entre los costarricenses destacados de etnia negra pueden citarse políticos como Alex Curling Delisser (primer diputado costarricense de etnia negra, 1953, y Benemérito de la Patria), Harold Nichols, Sherman Thomas (excandidato presidencial) y Epsy Campbell, el escritor Quince Duncan y la poetisa Eulalia Bernard, artistas como Marton Robinson,  Rogelio 'Tipi' Rogers, Sasha Campbell y Thelma Darkings, comunicadores como Mishelle Mitchell, Mario McGregor y Harry McLean, y deportistas como Juan Cayasso, Paulo Wanchope, Hernán Medford, Joel Campbell , Sherman Guity, Hanna Gabriel, Nery Brenes, etc. No está de más mencionar la labor del primer sacerdote afrocostarricense, el limonense Roberto Evans Saunders,  quien destacó por su obra social, deportiva y educativa en el cantón de Siquirres. Se estima que un 4% de la población costarricense es de etnia negra, un 7.8% de la población es afrodescendiente (sea o no étnicamente negra) y cerca de un 4% de la herencia genética en el habitante promedio del Valle Central de Costa Rica es de origen africano.
Véase también: Lista de limonenses